# Robin Carpenter
Robin Carpenter (ur. 20 czerwca 1992 w Filadelfii) – amerykański kolarz szosowy.

## Osiągnięcia
Opracowano na podstawie:

2014
- 2. miejsce w mistrzostwach Stanów Zjednoczonych U23 (jazda indywidualna na czas)
- 1. miejsce na 2. etapie USA Pro Cycling Challenge

2016
- 3. miejsce w Tour de Beauce
- 1. miejsce na 2. etapie Tour of Utah
- 1. miejsce w Tour of Alberta

2017
- 1. miejsce w Joe Martin Stage Race
  - 1. miejsce w klasyfikacji punktowej
  - 1. miejsce na 4. etapie
- 1. miejsce w Winston-Salem Cycling Classic
- 1. miejsce w klasyfikacji punktowej Tour de Beauce
- 1. miejsce w Cascade Cycling Classic

2018
- 2. miejsce w mistrzostwach Stanów Zjednoczonych (start wspólny)
- 2. miejsce w Slag om Norg
- 1. miejsce w klasyfikacji górskiej Deutschland Tour

2019
- 2. miejsce w La Roue Tourangelle
- 1. miejsce w klasyfikacji górskiej Tour de Luxembourg
- 2. miejsce w Paryż-Chauny

2021
- 1. miejsce na 2. etapie Tour of Britain

## Rankingi
| Rok              | 2011 | 2012 | 2013 | 2014 | 2015 | 2016 | 2017 | 2018 | 2019 | 2020  | 2021  | 2022  | 2023  | 2024  |
| ---------------- | ---- | ---- | ---- | ---- | ---- | ---- | ---- | ---- | ---- | ----- | ----- | ----- | ----- | ----- |
| World Ranking    |      |      |      |      |      | 250. | 308. | 390. | 470. | 1441. | 1098. | 2217. | 2631. | 2555. |
| UCI Europe Tour  | -    | -    | -    | -    | -    | -    | -    | 352. |      |       |       |       |       |       |
| UCI Asia Tour    | -    | -    | -    | -    | -    | 514. | -    | -    |      |       |       |       |       |       |
| UCI America Tour | 360. | 331. | -    | 145. | 186. | 8.   | 5.   | 53.  | 49.  | 126.  | 154.  | 360.  | -     | -     |
|                  |      |      |      |      |      |      |      |      |      |       |       |       |       |       |
| Źródło: UCI      |      |      |      |      |      |      |      |      |      |       |       |       |       |       |